# Mavinga-Nationalpark
Der Mavinga-Nationalpark (portugiesisch: Parque nacional de Mavinga) im Südosten von Angola ist mit 46.000 km² der größte der neun angolanischen Nationalparks. Er bildet mit dem angrenzenden Luengue-Luiana-Nationalpark das größte Naturschutzgebiet Afrikas mit Nationalpark-Status und ist Teil der länderübergreifenden Kavango-Zambezi Transfrontier Conservation Area.

## Fauna und Flora
Zu den Säugetieren im Park gehören u. a. Afrikanischer Elefant, Afrikanischer Wildhund, Elenantilope, Gepard, Großer Kudu, Hyäne, Kaffernbüffel, Leopard, Löwe, Nilpferd, Nord-Giraffe, Rappenantilope, Schwarzes Nashorn, Steppenzebra, Streifengnu und Tsessebe. Die Vegetation besteht vorwiegend aus Galeriewald, Grassteppe, Miombo, Savanne und Wald.

## Gefahren
Seit 2022 wird die Tier- und Pflanzenwelt durch eine große Zahl eingedrungener illegaler Diamantenschürfer vor allem aus der Demokratischen Republik Kongo bedroht. Sie sind mit schweren Waffen ausgestattet und töten die Wildtiere, um sich davon zu ernähren, und fällen die Bäume, um damit Feuer zu machen. Die 45 Ranger sind aufgrund der riesigen Ausdehnung des Nationalparks nicht in der Lage, den Tierbestand zu schützen. Außerdem ist die Wilderei von organisierten Banden weit verbreitet, die das Fleisch der geschützten Tiere auf den Märkten verkaufen. Es besteht die Gefahr, dass ganze Tierarten aussterben. Des Weiteren werden von einheimischen Bauern tausende „anarchische“ Feuer gelegt, um die Waldflächen zu zerstören und für den Ackerbau oder die Viehzucht zu nutzen. Nach den Meldungen dieser Zustände wurden von der Regierung zur Verstärkung der Ranger drei Fahrzeuge zur Verfügung gestellt. Nach Meinung des Chefs der Nationalpark-Ranger, Paolo Domingos, wären jedoch mindestens 1000 Ranger für den Schutz nötig.